# 拜莱兹瑙
拜莱兹瑙，是匈牙利佐洛州所辖的一个村，总面积30.93平方公里，总人口825，人口密度26.7人/平方公里（2010年1月1日）。